# Бофор (Бельгия)
Фландрские графы и маркизы Бофор (фр. Beauffort) ведут своё имя от замка в графстве Намюр. Они упоминаются уже в XII веке и вскоре после того распадаются на четыре рода — Бофор де Гон, Бофор де Фаллэ,  Бофор де Сельс,  Бофор де Спонтен, из которых наиболее прославилась последняя линия, особенно во время Крестовых походов. После обретения Бельгией независимости заметны:
- Маркиз Альбер де Боффор (1834—1914) — бельгийский сенатор, губернатор Намюрской провинции, смотритель королевских музеев.
- Граф Альбер-Эмиль де Боффор (1899—1983) — колониальный чиновник, губернатор Леопольдвиля (Киншасы).